# Maksymilian Cohn
Maksymilian Cohn, także Kohn, Kon (ur. 1850 w Białej, zm. 25 lutego 1924 w Łodzi) – łódzki lekarz, działacz społeczny społeczności żydowskiej, współtwórca pogotowia ratunkowego w Łodzi.
Był synem Henryka. W 1874 r. ukończył studia medyczne na Wydziale Lekarskim Uniwersytetu Warszawskiego, a specjalizację z zakresu chirurgii i ginekologii odbył u prof. Maurycego Antoniego Madurowicza w Krakowie. Około 1882 r. przybył do Łodzi i został ordynatorem oddziału chirurgiczno-ginekologicznego oraz objął stanowisko naczelnego lekarza w tymczasowym szpitalu dla mieszkańców wyznania mojżeszowego, który po przeniesieniu w 1890 r. do nowego gmachu przy ul. Nowotargowej 1 otrzymał nazwę Żydowski Szpital im. małżonków Izraela i Leony Poznańskich (obecnie im. Seweryna Sterlinga przy ul. S. Sterlinga). W nowym miejscu zatrudnienia pozostał przez 10 lat na dotychczasowym stanowisku, natomiast członkiem zarządu szpitala pozostał do końca życia.
W uznaniu jego zasług jako organizatora i klinicysty założony przez niego w szpitalu Poznańskich na początku XX w. diagnostyczny gabinet rentgenowski nazwano imieniem Maksymiliana Cohna. Dzięki jego inicjatywie powstało w Łodzi w 1884 r. bezpłatne przyszpitalne ambulatorium dla dochodzących chorych.
Razem z Hermanem Rundo i Józefem Sachsem był współorganizatorem Towarzystwa Doraźnej Pomocy Lekarskiej i Stacji Pogotowia Ratunkowego w 1898 r. (Towarzystwo Doraźnej Pomocy Lekarskiej, czyli łódzkie pogotowie ratunkowe, było trzecie na ziemiach polskich po Krakowie i Warszawie, a czwarte w Europie po Wiedniu). Był członkiem pierwszego zarządu pogotowia i do 1920 r. inspektorem stacji pogotowia.
Był współzałożycielem w 1899 r. Łódzkiego Żydowskiego Towarzystwa Dobroczynności, w 1885 r. Towarzystwa Lekarskiego w Łodzi, później jego członkiem honorowym. W 1900 r. był prezesem Kasy Wzajemnej Pomocy Lekarskiej. Był też pierwszym po odzyskaniu niepodległości prezesem Łódzkiego Towarzystwa Ginekologicznego. W 1902 r. został członkiem komisji powołanej przez Łódzkie Żydowskie Towarzystwo Dobroczynności do opracowania projektu budowy zakładu leczniczego dla umysłowo chorych. Wchodził w skład zarządu łódzkiego Komitetu Towarzystwa Kolonizacyjnego w Petersburgu, Biura informacyjnego dla emigrantów Żydów (1910).
Wraz z braćmi Mikołajem i Michałem był współwłaścicielem domu przy ul. Dzielnej (obecnie ul. G. Narutowicza) 28.
W wykazie lekarzy zarejestrowanych w 1920 r. w Okręgowym Urzędzie Zdrowia w Łodzi figuruje jako Kon Maksymilian, specjalność chirurg i ginekolog, pod adresem Dzielna 28.
Pochowany został na cmentarzu żydowskim przy ul. Brackiej (str. L, kw. F, nr grobu 220).
Był żonaty z Klotyldą z Lichtenfeldów (ur. 1856, zm. 19 maja 1882), a po jej śmierci z Anną Kohn (ur. 1868). Z pierwszego małżeństwa miał syna Stanisława, lekarza, i córkę Zofię, żonę Zdzisława Prechnera, z drugiego małżeństwa zaś – synów Bolesława (ur. 1892), Stefana (ur. 1897) i córkę Janinę (ur. 1906).